# 12-я военно-транспортная авиационная дивизия
12-я военно-транспортная авиационная Мгинская Краснознамённая дивизия — соединение Командования военно-транспортной авиации Воздушно-космических сил России, созданное в годы Великой Отечественной войны как 12-я авиационная дивизия дальнего действия, она же 12-я авиационная Мгинская Краснознамённая дивизия дальнего действия, она же 12-я бомбардировочная авиационная Мгинская Краснознамённая дивизия, принимавшая участие в боевых действиях во время Великой Отечественной войны.

## История создания
Дивизия была сформирована в мае 1943 года как 12-я авиационная дивизия дальнего действия на аэродроме Монино, а название своё получила за успешное выполнение боевых заданий в боях с немецко-фашистскими захватчиками и освобождение посёлка Мга Ленинградской области.
В период с 23 мая 1943 года по 23 декабря 1944 года входила в состав 7-го авиационного корпуса дальнего действия. Была вооружена самолётами Ли-2.

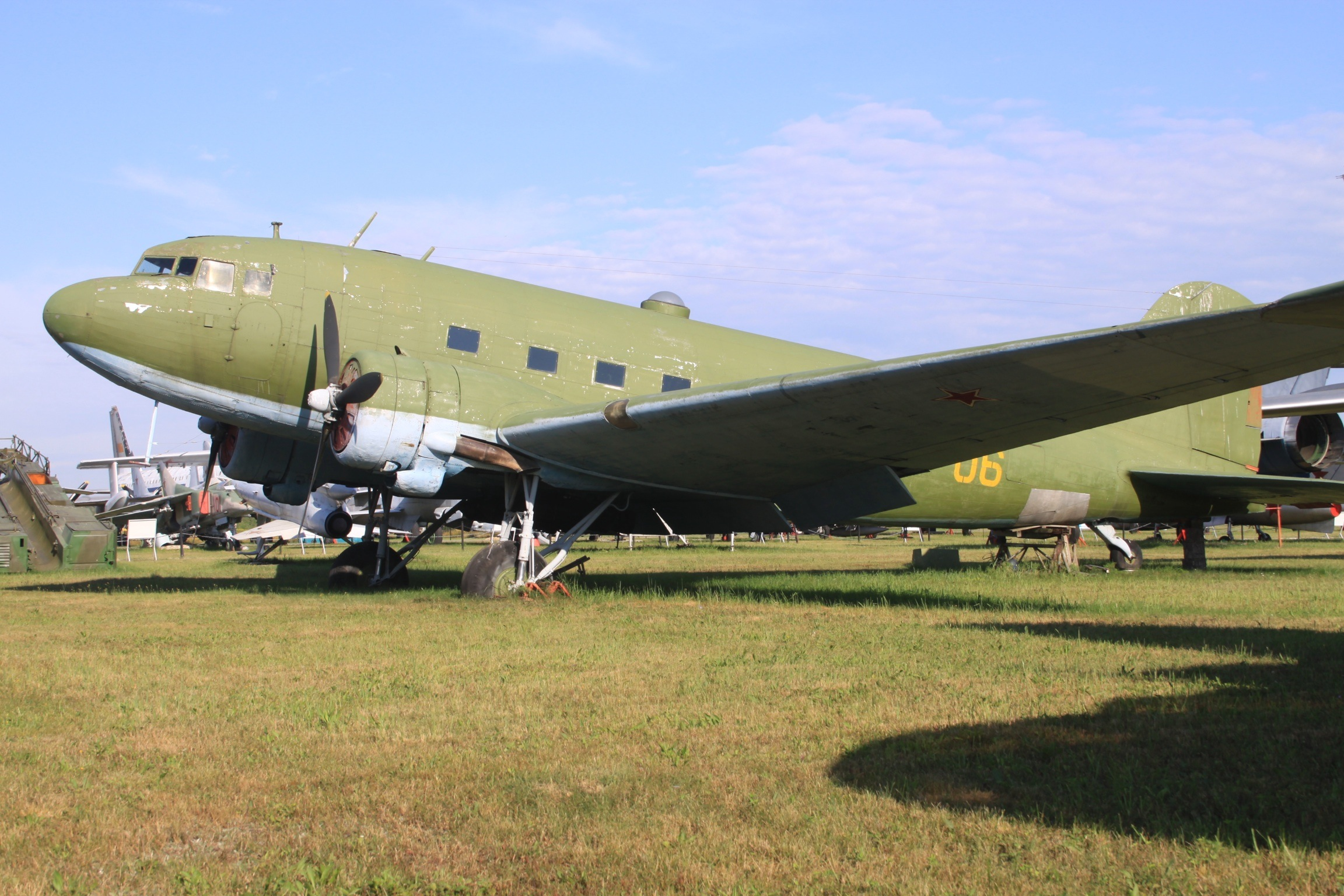
Самолёт дивизии Ли-2ДБ

## Наименование
- 12-я авиационная дивизия дальнего действия;
- 12-я авиационная Мгинская дивизия дальнего действия;
- 12-я авиационная Мгинская Краснознамённая дивизия дальнего действия;
- 12-я бомбардировочная авиационная Мгинская Краснознамённая дивизия;
- 12-я авиационная военно-транспортная Мгинская Краснознамённая дивизия;
- Войсковая часть (Полевая почта) 21879.

## Переименование
- 12-я авиационная Мгинская Краснознамённая дивизия дальнего действия Директивой ГШ № Орг/10/315706 от 26.12.44 г. переименована в 12-ю бомбардировочную авиационную Мгинскую Краснознамённую дивизию
- 12-я бомбардировочная авиационная Мгинская Краснознамённая дивизия переименована в 12-ю авиационную военно-транспортную Мгинскую Краснознамённую дивизию

## Командиры дивизии
- полковник Георгий Дмитриевич Божко 25.05.1943 — 27.06.1944
- полковник, с 19.08.44 г. генерал-майор авиации Иван Иванович Глущенко 28.06.1944 — 20.07.1946[1]
- полковник Танасейчук Евсей Иванович 20.07.1946 г. - сентябрь 1946 г.
- генерал-майор авиации Картаков, Василий Андреевич ??.06.1946 — ??.12.1950[2]
- генерал-майор авиации Кузнецов, Михаил Михайлович 1973 г. — 1976 г.
- Генерал-Майор Левкович, Генрих Иванович 1988 г. - 2002 г.

## Боевой состав

### В годы Великой Отечественной войны
- 12-й гвардейский авиационный полк дальнего действия (Ли-2);
- 338-й авиационный полк дальнего действия (Ли-2)
- 110-й авиационный полк дальнего действия (переименован 05.11.1944 г. в 33-й гвардейский авиационный полк дальнего действия) (Ли-2)

### Современный состав
- 81-й военно-транспортный авиационный полк (аэр. Иваново-Северный) (Ил-76 и Ан-2)
- 117-й военно-транспортный авиационный Берлинский ордена Кутузова полк (аэр. Оренбург-2) (Ил-76, Ан-12)
- 196-й гвардейский военно-транспортный авиационный полк (аэр. Мигалово) (Ил-76)
- 566-й военно-транспортный авиационный Солнечногорский Краснознамённый ордена Кутузова полк (аэр. Сеща) (Ан-124, Ил-76)
- 76-я отдельная гвардейская военно-транспортная авиационная Ленинградская Краснознамённая эскадрилья (аэр. Мигалово) (Ан-22)

## Участие в операциях и битвах
- Орловская операция «Кутузов» — с 12 июля 1943 года по 18 августа 1943 года
- Духовщинско-Демидовская операция — с 13 августа 1943 года по 2 октября 1943 года
- Брянская операция — с 17 августа 1943 года по 3 октября 1943 года
- Красносельско-Ропшинская операция — с 14 января 1944 года по 30 января 1944 года
- Ленинградско-Новгородская операция — с 14 января 1944 года по 1 марта 1944 года
- Воздушная операция против Финляндии — с 6 февраля 1944 года по 27 февраля 1944 года
- Белорусская операция «Багратион» — с 23 июня 1944 года по 29 августа 1944 года
- Минская операция — с 29 июня 1944 года по 4 июля 1944 года
- Полоцкая операция — с 29 июня 1944 года по 4 июля 1944 года
- Вильнюсская операция — с 5 июля 1944 года по 20 июля 1944 года
- Рижская операция — с 14 сентября 1944 года по 22 октября 1944 года
- Таллинская операция — с 17 сентября 1944 года по 26 сентября 1944 года
- Мемельская операция — с 5 октября 1944 года по 22 октября 1944 года
- Кёнигсбергская операция[3] — с 6 апреля 1945 года по 9 апреля 1945 года.
- Висло-Одерская стратегическая наступательная операция[3] — с 30 января 1945 года по 9 февраля 1945 года.
- Берлинская операция[3] — с 16 апреля 1945 года по 8 мая 1945 года.

## Награды
- 12-я авиационная Мгинская дивизия дальнего действия Указом Президиума Верховного Совета СССР от 5 ноября 1944 года награждена орденом Боевого Красного Знамени.
- 12-й гвардейский бомбардировочный авиационный Гатчинский полк Указом Президиума Верховного Совета СССР от 11 июня 1945 года за образцовое выполнение заданий командования в боях с немецкими захватчиками при овладении столицей Германии городом  Берлин и проявленные при этом доблесть и мужество награждён орденом Суворова III степени.

.

## Почётные наименования
- Дивизии за успешные действия в ходе Новгородско-Лужской наступательной операции приказом Верховного Главнокомандующего в честь особого участия в освобождении в ходе операции важнейших городов[4] присвоено почётное наименование «Мгинская»[5];
- 12-му гвардейскому авиационному полку дальнего действия 27 января 1944 года присвоено почётное наименование «Гатчинский»[5].
- 110-му авиационному полку дальнего действия за отличие в боях при овладении столицей Советской Белоруссии городом Минск — важнейшим стратегическим узлом обороны немцев на западном направлении[6] 10 июля 1944 года присвоено почётное наименование «Минский»[7]
- 338-му авиационному полку дальнего действия за отличие в боях при овладении столицей Советской Латвии городом Рига — важной военно-морской базой и мощным узлом обороны немцев в Прибалтике[8] 31 октября 1944 года присвоено почётное наименование «Рижский»[9].

## Базирование
- в период формирования — Монино;
- апрель 1945 года — аэроузел Венгрув[10];
- май 1945 года — аэроузел Вышкув[10];
- С апреля 1946 года — аэродром Мигалово (Тверь).

## Вооружение
- в период с 23 мая 1943 года по 09 мая 1945 года — Ли-2
- в настоящее время: Ан-22, Ил-76, Ан-124.

## Герои Советского Союза
- Ксендзов Григорий Васильевич, капитан, штурман эскадрильи 33-го гвардейского бомбардировочного авиационного полка 12-й бомбардировочной авиационной дивизии 3-го гвардейского бомбардировочного авиационного корпуса 18-й воздушной армии Указом Президиума Верховного Совета СССР 15 мая 1946 года удостоен звания Герой Советского Союза. Золотая Звезда № 7013.
- Крюков Александр Александрович, майор, командир эскадрильи 338-го авиационного полка дальнего действия 12-й авиационной дивизии дальнего действия 7-го авиационного корпуса дальнего действия авиации дальнего действия Указом Президиума Верховного Совета СССР 5 ноября 1944 года удостоен звания Герой Советского Союза. Золотая Звезда № 5312.
- Навроцкий Михаил Карпович, старший лейтенант, штурман отряда 12-го гвардейского авиационного полка дальнего действия 12-й авиационной дивизии дальнего действия 7-го авиационного корпуса дальнего действия авиации дальнего действия Указом Президиума Верховного Совета СССР 5 ноября 1944 года удостоен звания Герой Советского Союза. Золотая Звезда № 5265.
- Никитин Арсений Павлович, майор, заместитель командира 338-го бомбардировочного авиационного полка 12-й бомбардировочной авиационной дивизии 3-го гвардейского бомбардировочного авиационного корпуса 18-й воздушной армии Указом Президиума Верховного Совета СССР 15 мая 1946 года удостоен звания Герой Советского Союза. Золотая Звезда № 3761.
- Савченко Павел Павлович, майор, командир эскадрильи 110-го авиационного полка дальнего действия 12-й авиационной дивизии дальнего действия 7-го авиационного корпуса дальнего действия авиации дальнего действия Указом Президиума Верховного Совета СССР 13 марта 1944 года удостоен звания Герой Советского Союза. Посмертно.

## Благодарности Верховного Главного Командования
Воинам дивизии в состав корпуса объявлены благодарности:
- За прорыв обороны немцев на бобруйском направлении, юго-западнее города Жлобин и севернее города Рогачёв[11].
- За отличие в боях при овладении столицей Советской Белоруссии городом Минск — важнейшим стратегическим узлом обороны немцев на западном направлении[6].
- За отличие в боях при овладении столицей Советской Латвии городом Рига — важной военно-морской базой и мощным узлом обороны немцев в Прибалтике[8].